# 阿吉特·庫馬
阿吉特·庫馬（英語：Ajith Kumar，1971年5月1日—），印度男演員及賽車手，主要在考萊塢（泰米爾語電影界）工作，贏得的獎項涵蓋維傑獎、電影快車獎、南印度電影觀眾獎和泰米爾納德邦國家電影獎。在體育界，阿吉特曾參加MRF賽車系列賽（2010年），以及2003年亞洲寶馬方程式錦標賽。之後在孟買、欽奈和德里等印度各地的賽道上比賽。他是極少數參加國際賽場和方程式錦標賽的印度人之一。阿吉特也曾出國參加各種比賽，包括德國和馬來西亞的比賽。他與兩名印度人——阿瑪安·伊伯拉希姆及帕蒂瓦·蘇雷什瓦倫一起參加了2010年二級方程式錦標賽。阿吉特根據印度名人年收入，曾三度入選《富比士印度》百大名人榜單。
阿吉特的演藝事業始於1990年泰米爾語浪漫劇片《我的房子，我的丈夫》中的小角色。在出演的《在拉賈的視線中》（1995年）取得成功之後，他的首次重大突破是《慾望》（1995年）。阿吉特憑藉《愛的城堡》（1996年）、《愛情之王》（1998年）和《她會過來嗎？》（1998年）奠定了自己作為浪漫英雄的地位，並從電影《一流》（1999）開始建立起動作英雄形象。阿吉特憑藉《瓦利》（1999年）而贏得首座印度電影觀眾獎最佳泰米爾男主角；其他獲得同獎項的作品包括《惡棍》（2002年）及《神一样的爹》（2006年）。
他的其他知名作品如《西鐵》（2001年）、《王冠》（2007年）、《贝拉行动》（2007年）、《無間盜》（2011年）、《贝拉行动2》（2012年）、《忠誠》（2019年）和《人生若只初相见》（2015年）。2025年，他獲得莲花装勋章。

## 早年
阿吉特·庫馬1971年5月1日生於泰伦加纳邦塞康德拉巴德。父親P·蘇布拉馬尼亞姆（P. Subramaniam，2023年逝世）生於坦賈武爾，祖先來自喀拉拉邦帕拉卡德；母親莫希尼（Mohini）是來自西孟加拉邦加爾各答的信德人。阿吉特是家中三兄弟的老二，其他兄弟分別是投資者阿努普·庫馬（Anup Kumar）及印度馬德拉斯理工學院分校畢業生出身的企業家安尼·庫馬（Anil Kumar）。
阿吉特十年級時從牙山紀念高中（Asan Memorial Senior Secondary School）退學，當時還未完成高中學業。他透過一位在皇家恩菲爾德公司工作的家族友人，開始當學徒，花了六個月的時間接受技師訓練。父親希望阿吉特從事白領工作。後來，他在父親的堅持下辭去了技師學徒，並加入了另一位家族友人的服裝出口公司當學徒。他最終成為業務開發人員，並定期前往全國各地執行銷售任務，提升了英語口語技能。阿吉特辭職後與其他三位合夥人共同創辦了一家紡織品公司，經銷布料。但公司的業績不佳促使阿吉特在服裝業找到了另一份工作。在此期間，工作之餘的阿吉特還開始從事模特兒工作。他在為大力士自行車及馬達公司製作廣告期間被攝影指導P·C·施瑞安發掘，施瑞安認為阿吉特具備成為演員的潛質。

## 私生活
阿吉特在1990年代中期與演員希拉·拉賈戈帕爾交往，直到1998年分手。
1999年，阿吉特在拍攝《一流》期間，開始與搭檔夏里妮交往。當時，這段關係使他們經常成為印度小報的八卦話題。雖然拉梅什·卡納曾建議他別娶演員為妻，但阿吉特仍於1999年6月向夏里妮求婚，兩人2000年4月在欽奈結婚。他們育有一女（2008年出生）一子（2015年出生）。
阿吉特熱愛無人蜂型機。2018年，他被馬德拉斯理工學院任命為醫療快遞-2018年無人機挑戰賽（Medical Express-2018 UAV Challenge）的試飛員兼無人機系統顧問。

## 作品列表
| 年份 | 片名                         | 角色                                 | 附註                                           | 來源          |
| ---- | ---------------------------- | ------------------------------------ | ---------------------------------------------- | ------------- |
| 1990 | 《我的房子，我的丈夫》       | 學校男孩                             | 兒童藝人                                       | [ 30 ]        |
| 1993 | 《阿馬拉瓦蒂》               | 阿瓊（Arjun）                             |                                                | [ 31 ] [ 32 ] |
| 1993 | 《愛之書》                   | 斯里卡（Sreekar）                           | 泰盧固語電影                                   | [ 33 ] [ 34 ] |
| 1994 | 《愛情之花》                 | 庫馬（Kumar）                             |                                                | [ 33 ]        |
| 1994 | 《帕維特拉》                 | 阿肖克（Ashok）                           |                                                | [ 35 ]        |
| 1995 | 《在拉賈的視線中》           | 錢德魯（Chandru）                           |                                                | [ 33 ]        |
| 1995 | 《慾望》                     | 傑瓦南瑟姆（Jeevanantham）                       |                                                | [ 36 ]        |
| 1996 | 《萬馬蒂》                   | 克里希納（Krishna）                         |                                                | [ 37 ]        |
| 1996 | 《大學之門》                 | 瓦桑斯（Vasanth）                           |                                                | [ 38 ]        |
| 1996 | 《小女婿》                   | 瑞木（Ramu）                             |                                                | [ 33 ]        |
| 1996 | 《愛的城堡》                 | 蘇利耶（Surya）                           |                                                | [ 33 ]        |
| 1997 | 《感情》                     | 蘭加納坦（Ranganathan）                         |                                                | [ 33 ]        |
| 1997 | 《運氣》                     | 庫馬（Kumar）                             |                                                | [ 33 ]        |
| 1997 | 《喜悅》                     | 古魯（Guru）                             | 兼歌曲〈青春期會告訴你要活下去〉（Valibam Vaazha Sollum）的代唱歌手 | [ 33 ]        |
| 1997 | 《對抗者》                   | 帕布（Prabhu）                             |                                                | [ 33 ]        |
| 1997 | 《雙辮時代》                 | 維傑（Vijay）                             |                                                | [ 33 ]        |
| 1998 | 《愛情之王》                 | 希瓦（Shiva）                             |                                                | [ 40 ]        |
| 1998 | 《她會過來嗎？》             | 吉瓦（Jeeva）                             |                                                | [ 33 ]        |
| 1998 | 《我把自己交給了你》         | 桑傑（Sanjay）                             | 客串                                           | [ 33 ]        |
| 1998 | 《與生命同在》               | 阿傑（Ajay）                             |                                                | [ 41 ]        |
| 1999 | 《它將繼續》                 | 賈亞拉姆（Jayaram）                         |                                                | [ 42 ]        |
| 1999 | 《尋找你》                   | 拉古（Raghu）                             |                                                | [ 43 ]        |
| 1999 | 《瓦利》                     | 希瓦（Shiva）／德瓦（Deva）                   |                                                | [ 44 ] [ 45 ] |
| 1999 | 《幸福的微風》               | 吉瓦（Jeeva）                             |                                                | [ 33 ]        |
| 1999 | 《一流》                     | 瓦蘇（Vasu）                             |                                                | [ 46 ]        |
| 1999 | 《等你到來》                 | 蘇布拉馬尼（Subramani）                       | 客串                                           | [ 33 ]        |
| 2000 | 《身分》                     | 斯里達爾（Sridhar）                         |                                                | [ 47 ]        |
| 2000 | 《理性與感性》               | 馬諾哈爾（Manohar）                         |                                                | [ 48 ]        |
| 2000 | 《給我你自己，我也給你自己》 | 蘇利耶（Surya）                           |                                                | [ 49 ]        |
| 2001 | 《迪納》                     | 迪納達亞蘭／塔拉（Dheenadhayalan / Thala）                 |                                                | [ 50 ]        |
| 2001 | 《西鐵》                     | 西鐵（Citizen）／蘇布拉瑪尼（Subramani）             |                                                | [ 51 ]        |
| 2001 | 《所有的花朵都帶著你的芬芳》 | 欽納（Chinna）                             |                                                | [ 52 ] [ 53 ] |
| 2001 | 《利劍紅塵》                 | 蘇西馬                               | 印地語電影；特別演出                           | [ 54 ] [ 34 ] |
| 2002 | 《黑帮大佬赤子心》           | 雷德（Red）                             |                                                | [ 55 ]        |
| 2002 | 《君王》                     | 拉賈（Raja）                             |                                                | [ 56 ]        |
| 2002 | 《惡棍》                     | 希瓦（Shiva）／维希奴（Vishnu）                 |                                                | [ 57 ] [ 58 ] |
| 2003 | 《她會來到我的搖籃嗎？》     | 薩蒂什（Sathish）                           | 客串                                           | [ 59 ]        |
| 2003 | 《安賈內亞》                 | 帕拉馬古魯（Paramaguru）                       |                                                | [ 60 ]        |
| 2004 | 《賈納》                     | 賈納塔南（Janarthanan）                         |                                                | [ 61 ]        |
| 2004 | 《長笑》                     | 古魯（Guru）／吉瓦（Jeeva）                   |                                                | [ 62 ]        |
| 2005 | 《皇帝》                     | 瓦蘇（Vasu）                             |                                                | [ 63 ]        |
| 2006 | 《帕拉瑪希瓦》               | 蘇布拉馬尼亞姆·希瓦／帕拉馬西瓦（Subramaniyam Siva / Paramasivan）  |                                                | [ 64 ]        |
| 2006 | 《蒂魯帕蒂》                 | 蒂魯帕蒂（Thirupathi）                         |                                                | [ 65 ]        |
| 2006 | 《神一样的爹》               | 吉瓦（Jeeva）／希瓦尚卡爾（Shivashankar）／維希奴（Vishnu） |                                                | [ 66 ] [ 67 ] |
| 2007 | 《阿爾瓦爾》                 | 希瓦（Shiva）                             |                                                | [ 68 ]        |
| 2007 | 《王冠》                     | 薩克提維爾（Sakthivel）                       |                                                | [ 69 ]        |
| 2007 | 《贝拉行动》                 | 大衛·貝拉（David Billa）／薩拉瓦納韋盧（Saravanavelu）      |                                                | [ 70 ] [ 71 ] |
| 2008 | 《無可匹敵》                 | 希瓦（Shiva）                             |                                                | [ 72 ]        |
| 2010 | 《原始》                     | 傑瓦南特姆（Jeevanantham）／希瓦（Shiva）             | 兼編劇                                         | [ 73 ] [ 74 ] |
| 2011 | 《無間盜》                   | 維奈克·馬哈德萬（Vinayak Mahadev）                  |                                                | [ 75 ] [ 76 ] |
| 2012 | 《贝拉行动2》                | 大衛·貝拉                            |                                                | [ 77 ]        |
| 2012 | 《救救菜英文》               | 飛行乘客                             | 印地語電影的泰米爾語版本；客串                 | [ 79 ]        |
| 2013 | 《開端》                     | 阿肖克·庫馬（Ashok Kumar）                      |                                                | [ 80 ] [ 81 ] |
| 2014 | 《勇者為王》                 | 維納亞加姆（Vinayagam）                       |                                                | [ 82 ] [ 83 ] |
| 2015 | 《人生若只初相见》           | 薩迪亞夫（Sathyadev）                         |                                                | [ 84 ] [ 85 ] |
| 2015 | 《笑面殺手》                 | 加內什／維達拉姆（Ganesh / Vedalam）                 |                                                | [ 86 ]        |
| 2017 | 《智勝先師》                 | 阿傑·庫馬／AK（Ajay Kumar / AK）                    | 兼歌曲〈領頭解放〉（Thalai Viduthalai）的代唱歌手               | [ 87 ]        |
| 2019 | 《忠誠》                     | 土庫杜萊（Thokudurai）                         |                                                | [ 88 ]        |
| 2019 | 《不就是不》                 | 巴拉特·蘇布拉馬尼亞姆（Bharath Subramaniam）            |                                                | [ 89 ]        |
| 2022 | 《致命武力：以暴制暴》       | 阿俊·庫馬（Arjun Kumar）                        |                                                | [ 90 ]        |
| 2023 | 《勇闖龍潭》                 | 暗魔（Dark Devil）                             |                                                | [ 91 ]        |
| 2025 | 《絕婚殺機》                 | 阿爾軍（Arjun）                           |                                                | [ 92 ]        |
| 2025 | 《惡有惡道》                 | 黑蛇／紅龍（AK / Red Dragon）                       |                                                | [ 93 ]        |

## 備註
1. 1 2 3 4 5 6  阿吉特在片中一人分飾兩角。
2. 1 2 3 4 5  阿吉特在片中扮演一名有兩個或以上不同名字的角色。
3. ↑  阿吉特在片中一人分飾三角。
4. ↑  本片原為印地語製作，另外還為泰米爾語版本拍攝了一些片段。阿吉特在泰米爾語配音版本中扮演阿米塔·巴昌的角色。[78]

## 外部連結
- 阿吉特·庫馬在互联网电影资料库（IMDb）上的資料（英文）